# イヴァーン・コジェドゥーブ
イヴァーン・ムィクィートヴィチ・コジェドゥーブ（ウクライナ語: Іван Микитович Кожедубイヴァーン・ムィクィートヴィチュ・コジェドゥーブ、1920年6月8日 - 1991年8月8日）は、62機の敵機を撃墜したソ連第一のエース・パイロット、政治家。ウクライナ人。赤色空軍の戦闘機パイロットとして第二次世界大戦に参加し、三度「ソ連邦英雄」の称号を受けた。戦後はソ連空軍の指揮官として朝鮮戦争に参戦した。その後、空軍の将官として勤務を続け、晩年はソ連人民代議員を勤めた。
なお、ロシア語ではイヴァン・ニキートヴィチ・コジェドゥープ（Иван Никитович Кожедубイヴァーン・ニキータヴィチュ・カジェドゥープ）のようになる。

## 概要

### 戦前
イヴァーン・コジェドゥーブは、1920年6月8日にウクライナ・ソヴィエト社会主義共和国のスームィ州ショストカ地区に近いオブラジイィウカ村(с. Ображіївка；ロシア語ではオブラジエフカ村)の農家に生まれた。1943年から共産党の党員となった。ショーストカ航空クラブの化学技術専門学校を終え、1940年に労農赤軍へ入った。1941年には、ハルキウ州のチュフーイィウ(チュグーエフ)軍事航空飛行士学校を終え、コジェドゥーブはそこで教官として働くようになった。

### 大祖国戦争前半
大祖国戦争の開戦とともに、航空学校は中央アジアへ疎開した。幾度もの上申の末、コジェドゥーブの前線への参加の希望は叶えられた。1942年11月、コジェドゥーブ軍曹は第302戦闘航空師団隷下のイワノヴォの第240戦闘航空連隊へ配属された。1943年3月には、師団の一員としてヴォロネジ戦線へ飛び立った。
コジェドゥーブの最初の出撃は、この年の3月26日であった。しかし、それは失敗に終わった。彼のLa-5戦闘機（機体番号75）は戦闘で損傷を受け、帰途さらに友軍高射砲の誤射を受けた。コジェドゥーブは機を飛行場まで飛行させ着陸させたが、これには大きな苦労が伴った。1ヶ月の間、新しいLa-5は受領されず彼はこの機で飛行を続けた。その後、コジェドゥーブはステップ戦線で戦った。コジェドゥーブは少尉に昇進し、7月6日にはクルスクでJu 87急降下爆撃機を撃墜した。これが、彼の最初の撃墜記録となった。翌7月7日には2機目を、7月9日にはさらに2機のBf 109戦闘機を撃墜した。8月には、飛行連隊の司令官に任命された。
1944年2月4日、「ソ連邦英雄」の称号が「レーニン勲章」と第1472号「金の星」メダルとともにコジェドゥーブに授与された。第240戦闘飛行連隊の連隊司令官であったコジェドゥーブは、146回の出撃をこなし20機の敵機を撃墜していた。

### 大祖国戦争後半

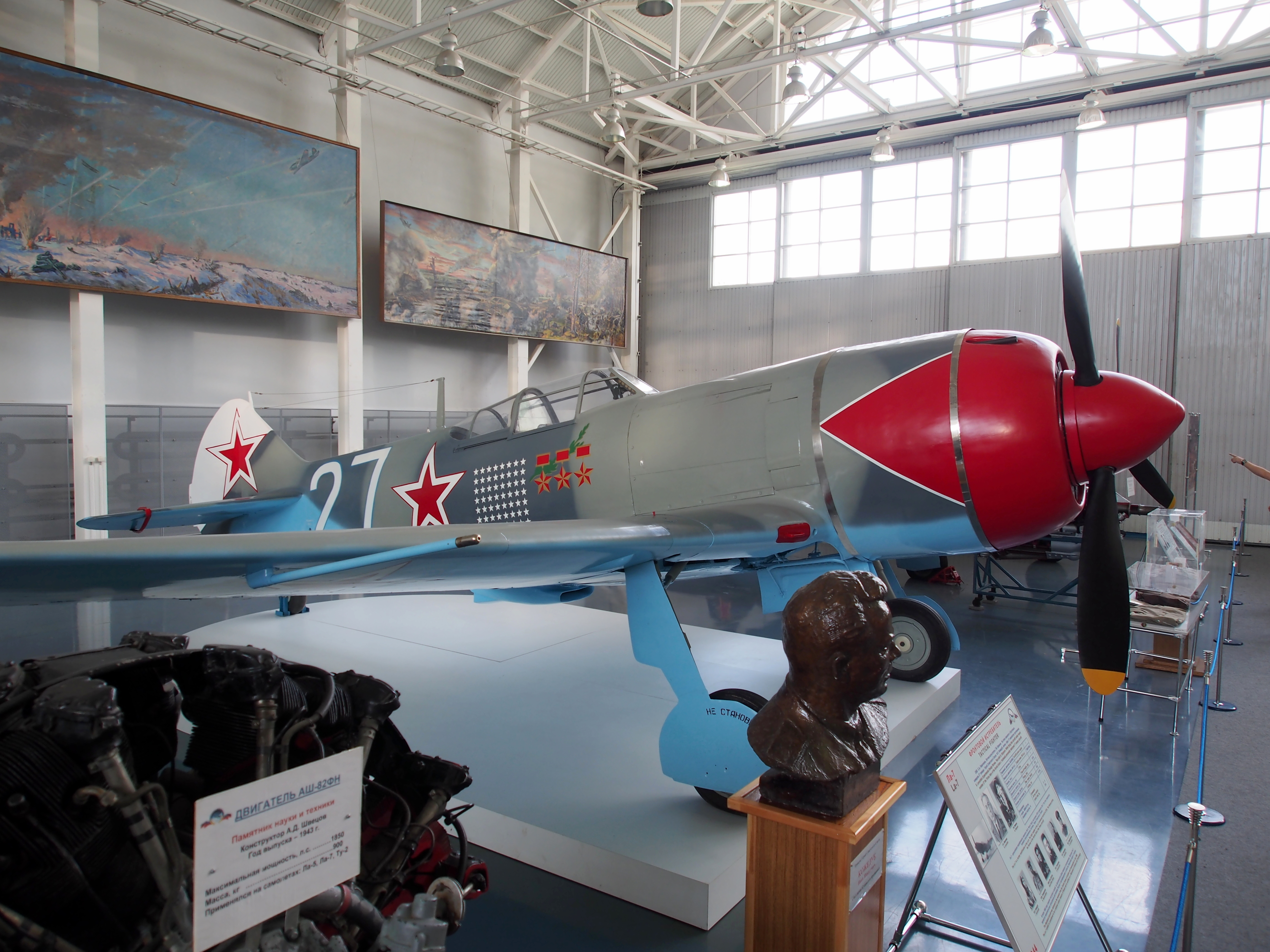
モニノ空軍博物館に展示の乗機 La-7

1944年の春まで、コジェドゥーブは改良型のLa-5Fに搭乗していた。5月には、最新型のLa-5FNを受領した。彼のLa-5FN(機体番号14)は、ヴォルゴグラード州のコルホーズ員V・V・コーネフ(В. В. Конев)が寄贈したものであった。数日後、コジェドゥーブはこの機でJu 87を撃墜した。続く6日の間に、さらに7機の敵機を撃墜した。6月末、彼は自分のLa-5FNをキリール・アレクセーエヴィチ・エフスチグネーエフ(Кирилл Алексеевич Евстигнеев)に譲った。エフスチグネーエフは、最終的に2度「ソ連邦英雄」の称号を得た。一方、コジェドゥーブは教育連隊へ移動した。しかし、8月にはもう第1白ロシア戦線の第16航空軍第302戦闘航空師団第176護衛戦闘飛行連隊の副連隊長に任命された。この時、連隊はLa-5FNを洗練した戦闘機La-7を受領していた。コジェドゥーブは、La-7(機体番号27)に乗り、終戦まで戦い抜いた。
2つめの「金の星」メダルは、1944年8月19日に授与された。この時点で、コジェドゥーブは256回の出撃と48機の敵機撃墜を記録していた。
あるとき、敵地上空での空中戦時にコジェドゥーブのLa-7は下方からの攻撃による損傷を受けた。エンジン停止に陥ったとき、コジェドゥーブは捕虜になることを嫌い、自機を地上目標へ突入させることを選び、急降下を開始した。あわや衝突というとき、突如としてエンジンが再び動き出した。コジェドゥーブは、機を立て直し、無事自軍の飛行場まで帰還した。
1945年2月12日、コジェドゥーブはV・A・グロマコフスキイ(В.А.Громаковский)中尉とのペアで前線境界線上空をパトロールしていた。Fw 190戦闘機13機からなる敵飛行隊を発見した彼らは、それらに襲い掛かり5 機を撃墜した。それらの内3 機がコジェドゥーブによる撃墜で、残る2 機は僚機によるものであった。2月15日には、コジェドゥーブはオーデル川上空でドイツ空軍I./KG(J)54所属の下士官K・ランゲジェットの操縦するジェット戦闘機Me 262を撃墜した。

### 終戦
親衛少佐となったコジェドゥーブは、戦争終結までに330回の出撃を行い、120回の空中戦において62機の敵機を撃墜した。これ以外に、1945年の春に初めてアメリカ空軍のP-51Dに出遭った際に、2機を誤って撃墜している。最後の撃墜は、ベルリン上空での空中戦時に撃墜した2機のFw 190であった。戦争全期を通じ、コジェドゥーブは一度たりとも撃墜されたことはなかった。彼は、まぎれもなくソ連最高の撃墜王であった。
3つ目の「金の星」メダルは、1945年8月18日にコジェドゥーブ親衛少佐の高い戦闘技量、個人としての男らしさと勇気に対して授与された。

### 朝鮮戦争
戦後も、コジェドゥーブは空軍での勤務を続けた。彼は、ジェット機の操縦技術を習得した。1949年には、赤旗空軍アカデミーを、1956年には参謀本部軍事アカデミーを終えた。朝鮮戦争では、第64戦闘航空軍団隷下の第324戦闘飛行師団を指揮した。しかし、彼自身は戦闘へ出撃することはなかった。部隊はLa-9戦闘機なども装備したが、主力は最新鋭の後退翼ジェット戦闘機MiG-15であった。パイロットもエリートばかりが集められ、彼らは1年の間に合わせて239機の国連軍機を撃墜した。中でも、エヴゲーニイ・ゲオールギエヴィチ・ペペリャーエフ(Евгений Георгиевич Пепеляев)は両軍合わせて第2位となる18機(または19機)の撃墜を記録した。

### その後
1964年から1971年までの間、コジェドゥーブはモスクワ軍管区空軍第一副司令官としての任を務めた。1971年からは、空軍の中央機関に勤務し、1978年からはソ連国防省監察将官となった。1985年、コジェドゥーブは空軍で事実上の最高位である「航空元帥」の位を授かった。コジェドゥーブは、陸軍・空軍・海軍支援全連邦赤旗勲章義勇組合(DOSAAF)中央委員会幹部会の一員となった。ソ連最高会議代議員として2回選出され、ソ連人民代議員として5回招集された。モルドバのベーリツィ、ウクライナのチュグーイィウ、クピヤーンスィク、スームィ、ロシアのカルーガなどで名誉市民の栄誉を受けた。また、コジェドゥーブは『祖国へ奉仕を』(«Служу Родине»)と『祖国への忠誠』(«Верность Отчизне»)の二著を物した。
コジェドゥーブは、生涯に2度のレーニン勲章、7つの赤旗勲章、アレクサンドル・ネフスキイ勲章、一等祖国戦争勲章、2つの赤星勲章、三等「ソ連軍における祖国への奉仕に対する勲章」、メダル、外国の勲章やメダルを受けた。
イヴァーン・コジェドゥーブは、1991年8月8日にモスクワで亡くなり、ノヴォデヴィチ墓地に埋葬された。故郷のオブラジイィウカにも彼のブロンズ像が立てられた。彼の乗機であったLa-7(機体番号27)は、モニノ空軍博物館に展示されている。

## 主な乗機
- La-5
- La-5F
- La-5FN
- La-7